# Zamek Gatellier
Zamek Gatellier w Saint-Denis-de-Cabanne – wzniesiony w XVI wieku. Od 3 czerwca 1990 roku posiada status monument historique, w kategorii classé MH (zabytek o znaczeniu krajowym).

## Lokalizacja
Zamek jest zlokalizowany jest na terenie miejscowości Saint-Denis-de-Cabanne, przy 5435 Château de Gatelier, w departamencie Loara, w regionie Auvergne-Rhône-Alpes. Zamek i teren należący do posiadłości leże w dwóch gminach Saint-Denis-de-Cabanne i Charlieu.

## Opis
Zamek wybudowano w XVI wieku. Z tego okresu zachowały się skrzydła północne i południowe. Zamek został przebudowany w XVIII wieku. Główną fasadę dworu, flankowaną przez dwie masywne okrągłe wieże, zdobi monumentalne wejście. Salony zdobiły gobeliny z Beauvais „Włoskie Festiwale” François Bouchera (obecnie w Stanach Zjednoczonych), największy salon wyposażono w meble Delanois, przechowywane obecnie w Luwrze. W 1792 roku zamek splądrowano, spalono archiwum i bibliotekę. Niedaleko zamku znajduje się most z XVIII wieku z dwoma łukami. Zachował się budynek młyna z dachem w kształcie kadłuba statku. Wieża gołębnikowa z XVIII wieku, nakryta kamienną kopułą pokrytą drobnymi dachówkami, z małą latarnią.

Na początku XVI wieku Gatellier należało do Jacquette de Neufville i jej męża, Hectora du Boys, pana Pesselay.

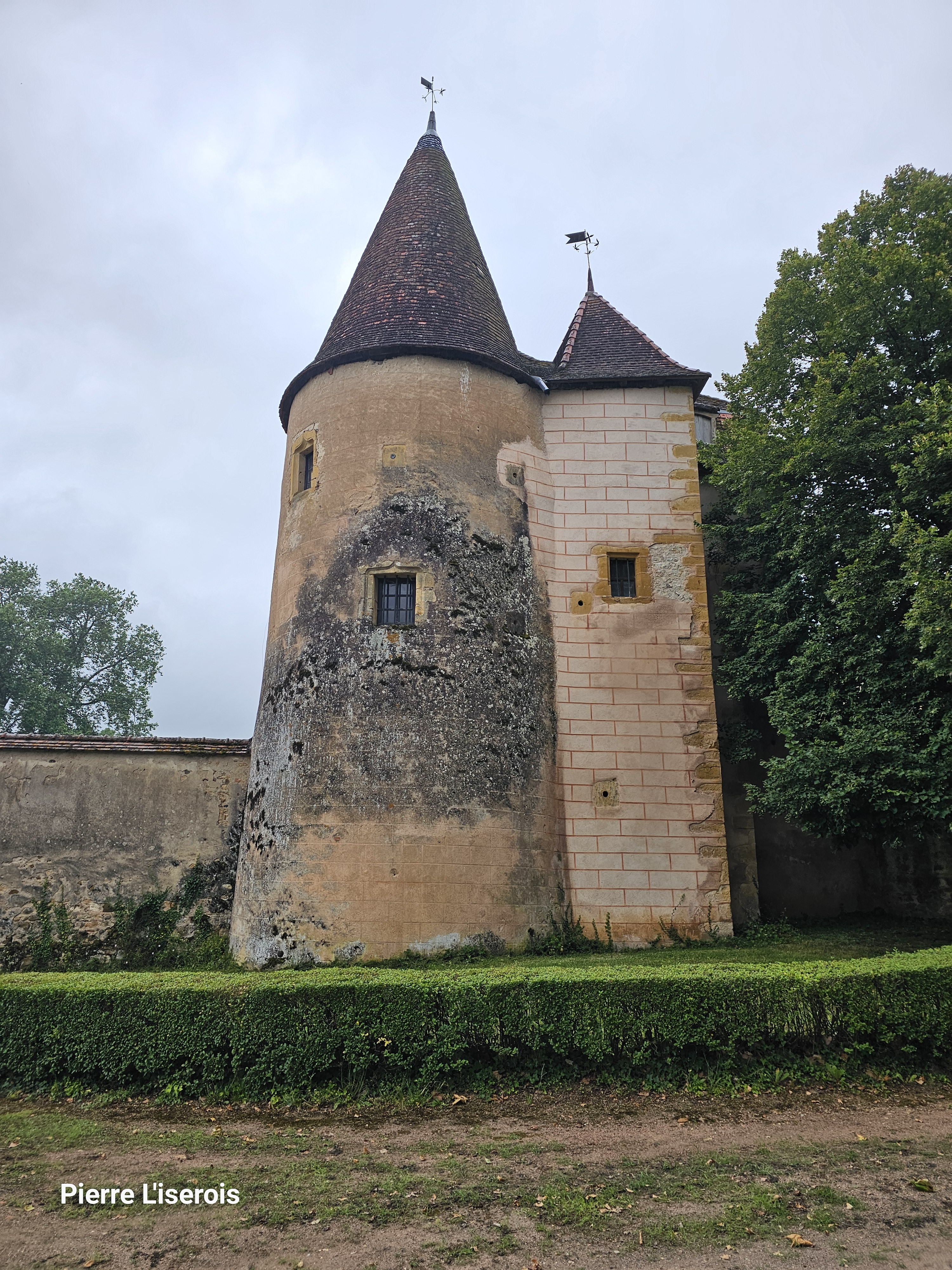
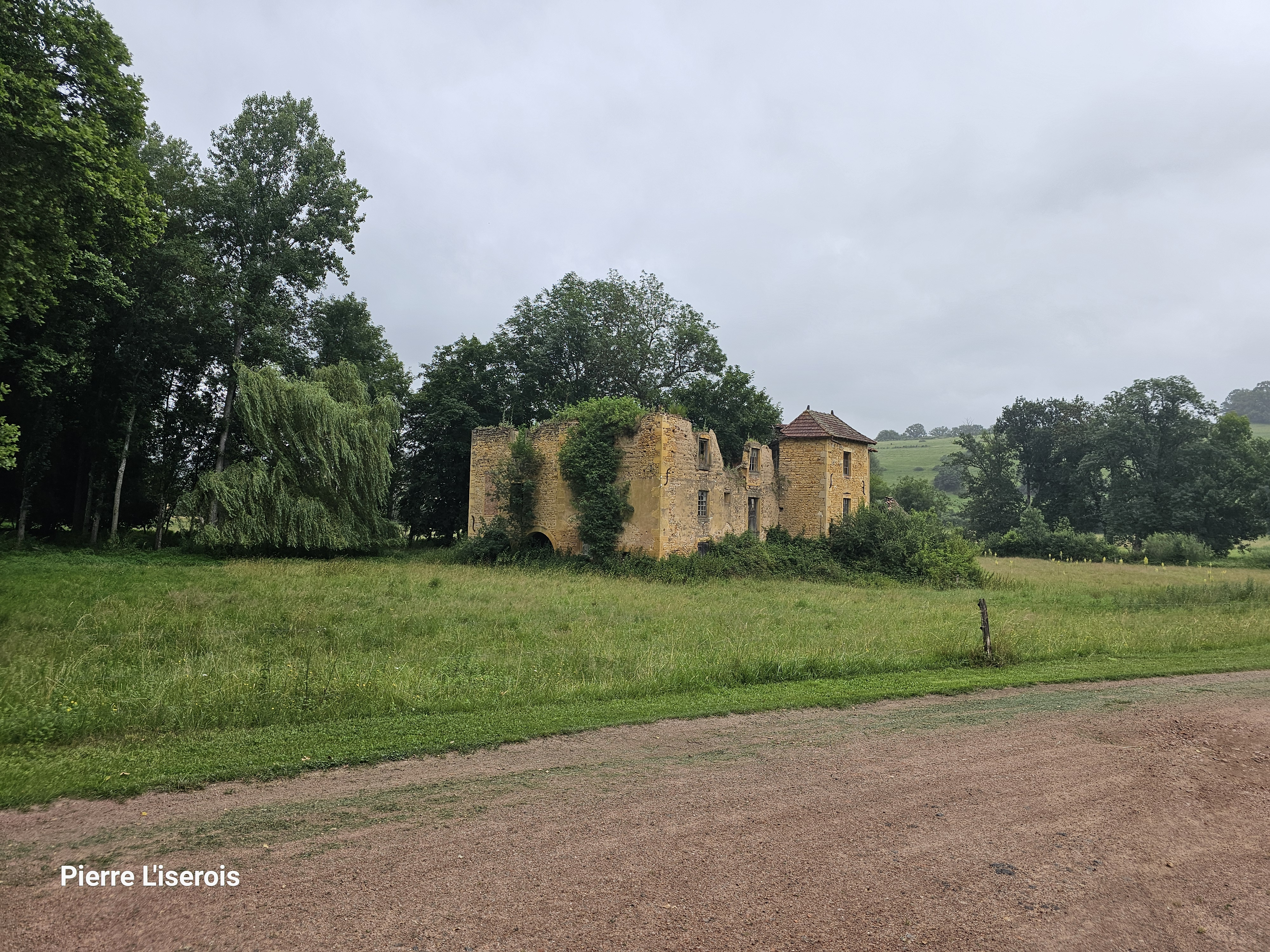
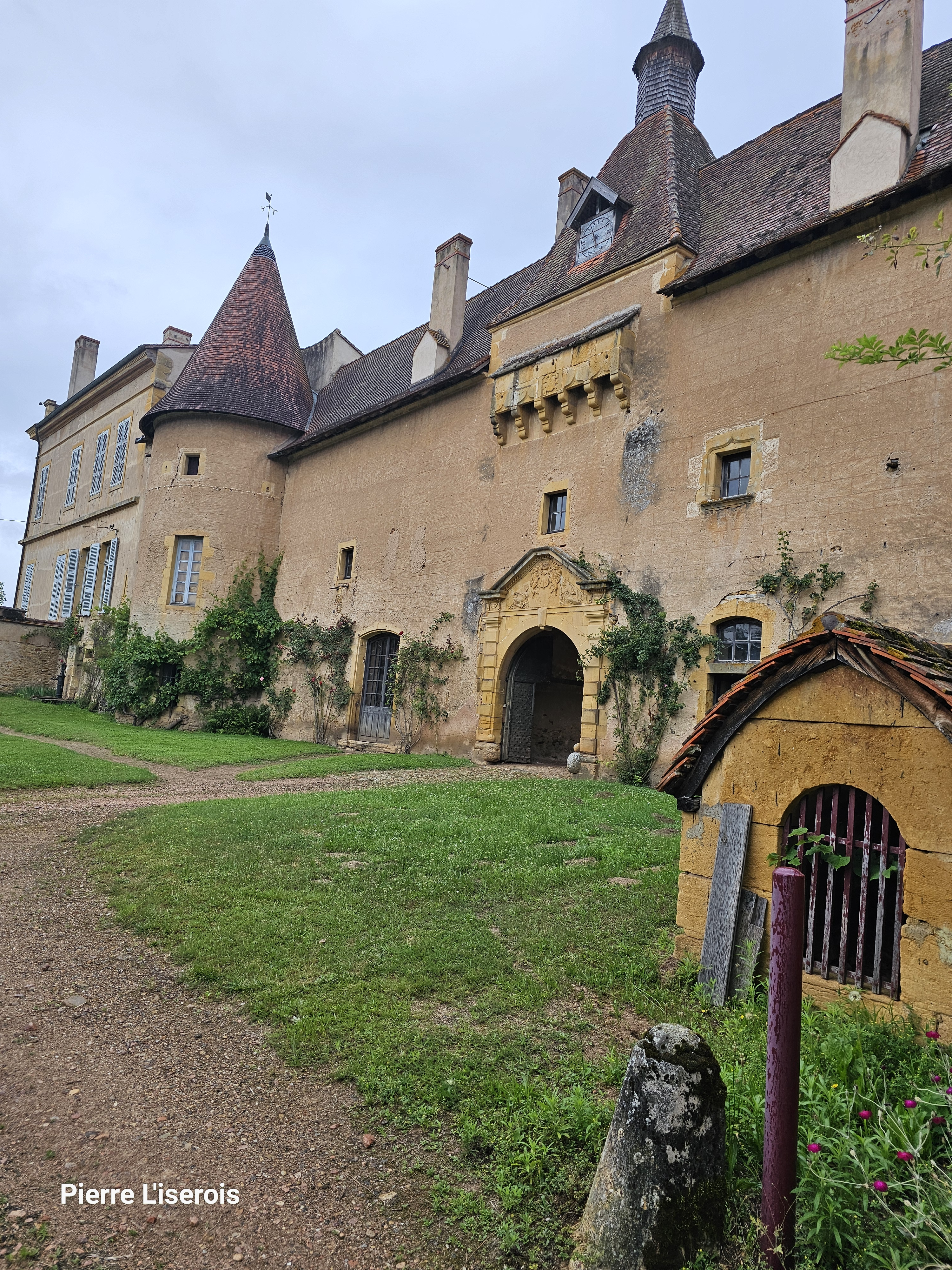
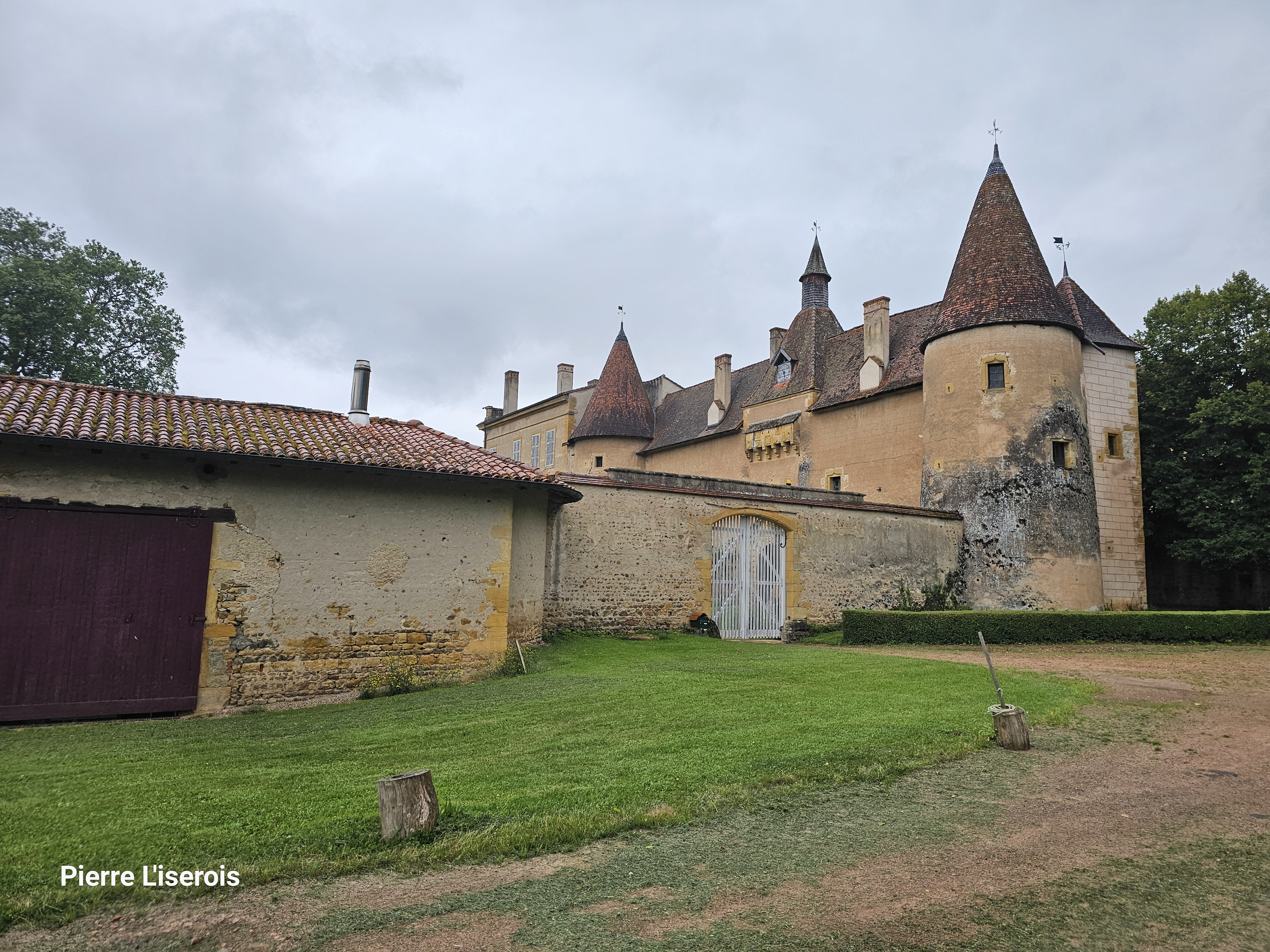
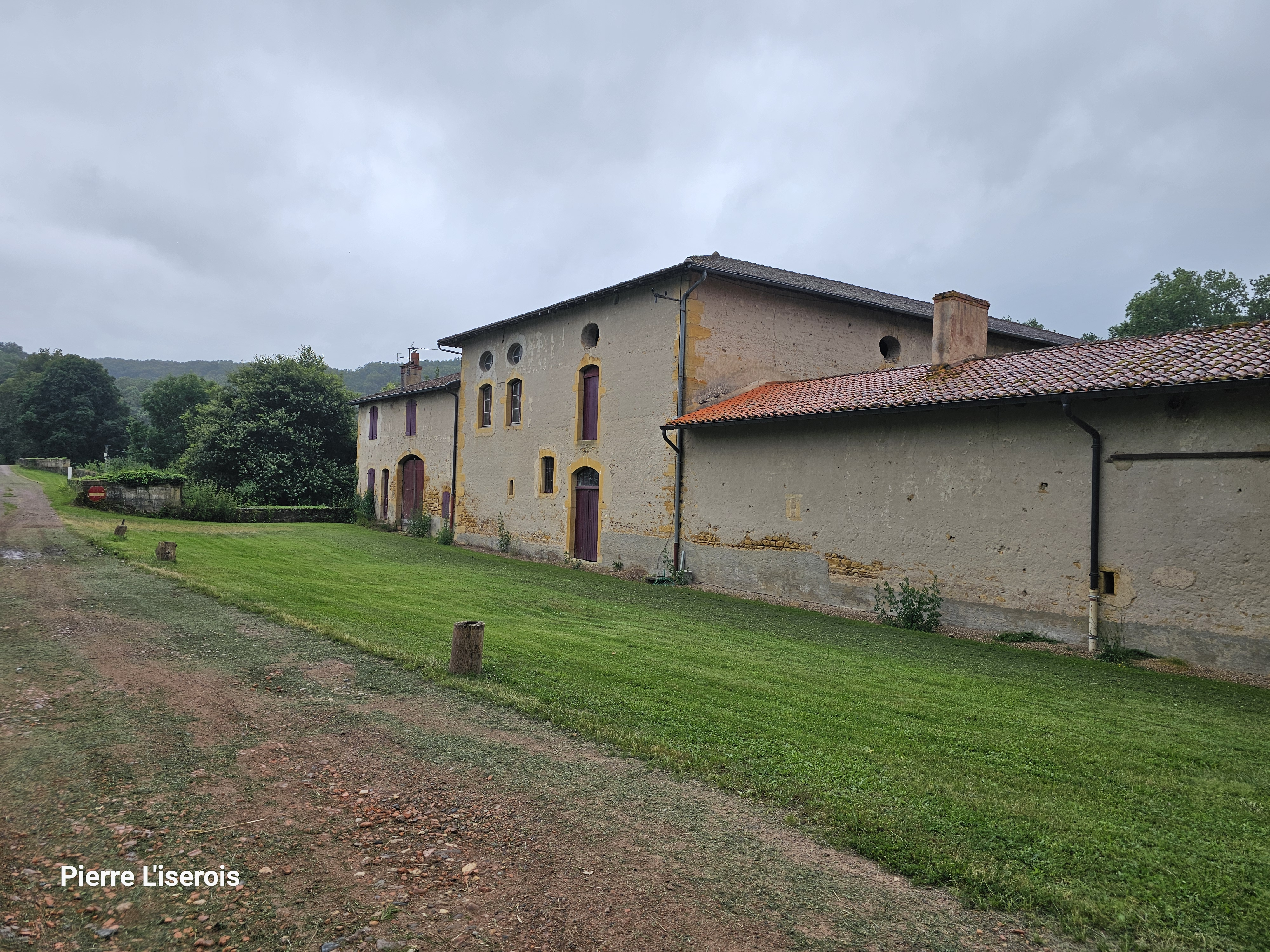
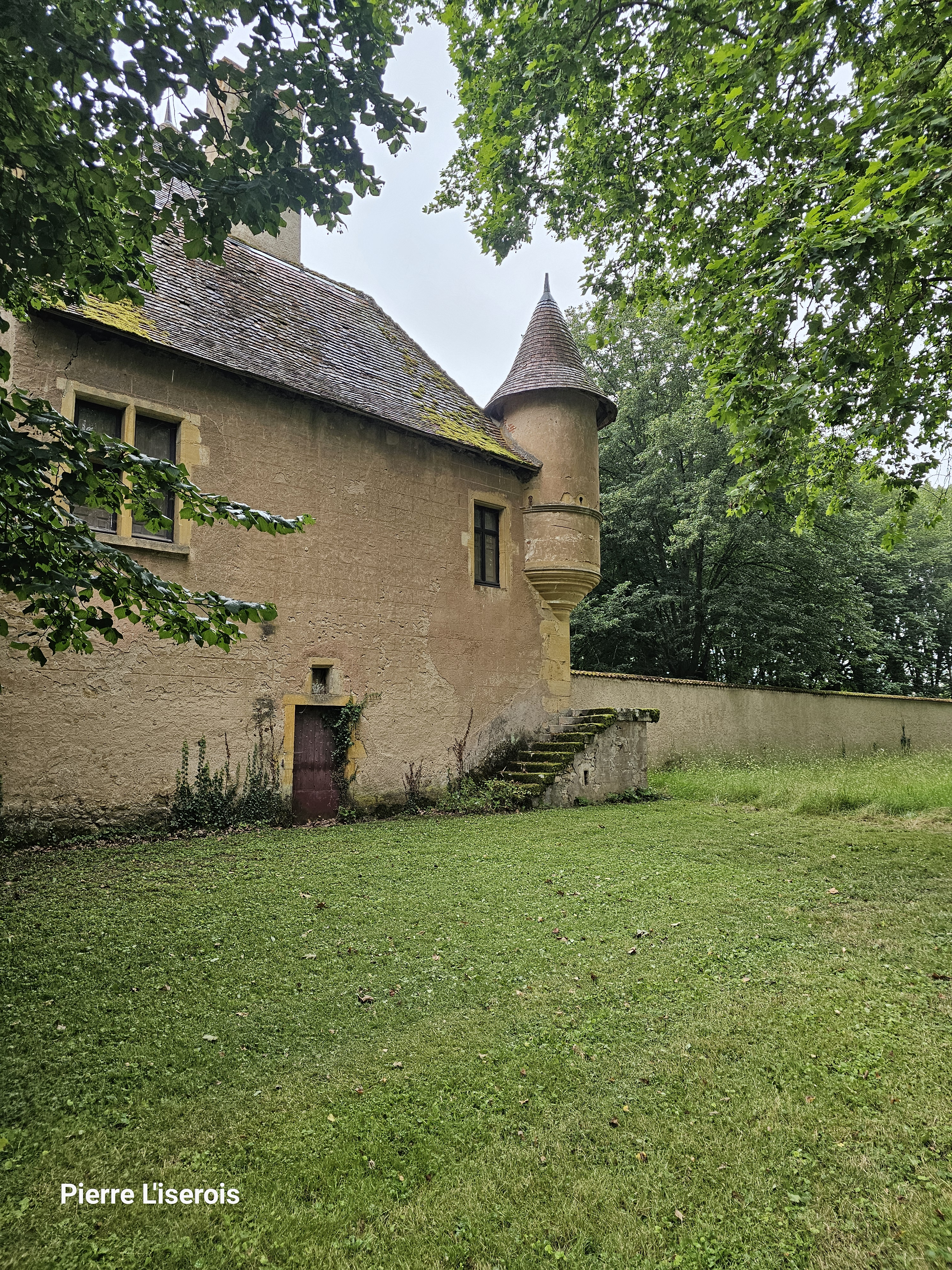